# Eleccions municipals espanyoles
Les eleccions municipals espanyoles presenten una varietat de maneres d'escollir els regidors segons la quantitat de residents dels municipis.
El fonament legal del sistema electoral municipal espanyol és l'article 140 de la Constitució espanyola de 1978, les disposicions especials per a les eleccions municipals contingudes al Capítol IV del Títol III de la Llei Orgànica del Règim Electoral General (LOREG) i els articles 29 i 61 de la Llei 7/1985 reguladora de les Bases de Règim Local.

## Règims electorals
El règim electoral per als municipis amb més de 250 residents segueixen un sistema electoral proporcional; els que tenen menys, segueixen un sistema electoral majoritari de vot múltiple limitat; i els que tenen menys de 100 habitants, segueixen el règim de consell obert.
El règim de consell obert consisteix en realitzar els acords mitjançant majoria de vots de l'Assemblea Veïnal. A aquest règim poden acollir-se els qui han funcionat tradicionalment així o simplement volen constituir-se així.
L'alcalde és elegit per majoria absoluta entre els regidors que encapçalen les llistes corresponents. Si ningú obté la majoria suficient, el regidor de la llista més votada passa a ser l'alcalde.
La circumscripció és única, corresponent al terme municipal.
Si un regidor renúncia, mor o és incapacitat, l'escó és ocupat pel candidat o suplent de la mateixa llista segons l'ordre de la llista. Si s'esgoten, la vacant no es cobreix. Si el nombre del quòrum és inferior a dos terços, es constitueix una Comissió Gestora formada per regidors que hi continuen i els designats per la Diputació Provincial o Comunitat Autònoma.
Els òrgans de les corporacions locals ponder ser dissolts pel Consell de Ministres en casos excepcionals mitjançant Reial Decret amb un acord previ favorable al Senat. Aquesta dissolució pot ser sol·licitada pel Consell de Govern de la Comunitat Autònoma a la qual pertany el municipi. Una vegada dissolts, es convoquen eleccions parcials.

### Consell obert
L'alcalde és elegit directament pels electors per un sistema de majoria.

### Municipis de fins a 250 residents
Poden tindre 5 regidors.
Als municipis entre 200 i 250 residents, els grups polítics poden presentar una llista de fins a 5 candidats. L'elector vota llistes obertes, constituint un sistema de vot múltiple limitat.
La transformació de vots en regidors es fa mitjançant la fórmual de la majoria simple. En cas d'empat, es desempata per sorteig.
Tots els regidors poden ser candidats a ser alcalde. Si un regidor obté una majoria absoluta, és proclamat alcalde, i si no, el regidor amb més vots.

### Municipis de més de 250 residents
El nombre de regidors està determinat per l'art. 179.2 de la LOREG:
- De 251 a 1.000 residents: 7 regidors.
- 1.001 a 2.000 r.: 9 regidors.
- 2.001 a 5.000 r.: 11 regidors.
- 5.001 a 10.000 r.: 13 regidors.
- 10.001 a 20.000 r.: 17 regidors.
- 20.001 a 50.000 r.: 21 regidors.
- 50.001 a 100.000 r.: 25 regidors.
- De 100.001 a més, s'afegeix un regidor per cada 100.000 residents, afegint-se'n un més quan el resultat de la suma inicial siga nombre parell.

Les candidatures es presenten en forma de llistes tancades i bloquejades.
Els vots es transformen en regidors seguint la fórmula D'Hondt amb la barrera electoral d'un 5% dels vots vàlids.
L'alcalde és elegit en la sessió de Constitució de la Corporació pels regidors. Poden ser candidats a alcalde els regidors que encapçalen les llistes. L'alcalde necessita de la majoria absoluta dels vots dels regidors; si no l'obté, és proclamat el regidor amb més vots, i si hi ha empat, es desempata per sorteig.